# 瓦夫尔地区圣伊莱尔
瓦夫尔地区圣伊莱尔（法語：Saint-Hilaire-en-Woëvre，法語發音：[sɛ̃.t‿ilɛʁ ɑ̃ wavʁ]）是法国默兹省的一个市镇，位于该省东部略偏北，属于凡尔登区。

## 地理
瓦夫尔地区圣伊莱尔（49°4'53"N, 5°42'17"E）面积11.12 平方千米，位于法国大東部大區默兹省，该省份为法国西北部内陆省份，北与比利时接壤，西接马恩省和阿登省，南至上马恩省和孚日省，东临默尔特-摩泽尔省。
与瓦夫尔地区圣伊莱尔接壤的市镇（或旧市镇、城区）包括：栋库尔欧唐普利耶、阿农维尔苏莱科特、阿尔维尔、埃尔伯维尔、拉伯维尔、瓦夫尔地区马谢维尔、索莱尚普隆。

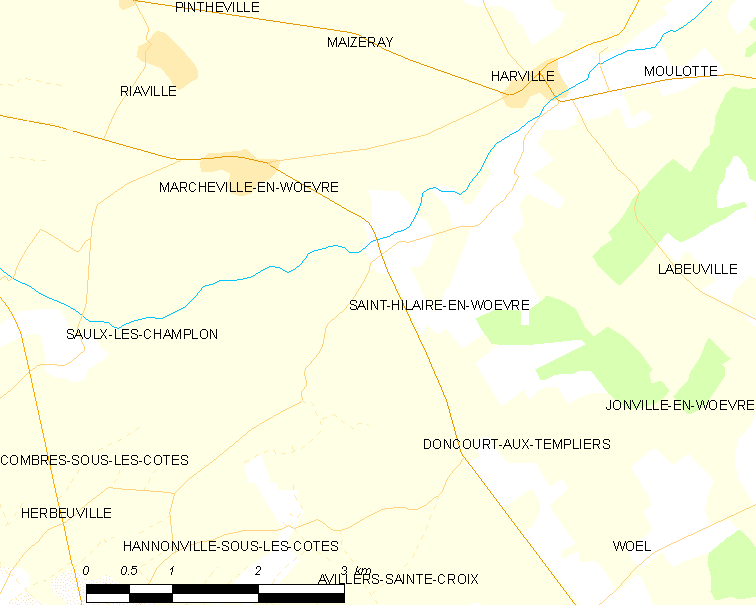
瓦夫尔地区圣伊莱尔的OSM定位图

瓦夫尔地区圣伊莱尔的时区为UTC+01:00、UTC+02:00（夏令时）。

## 行政
瓦夫尔地区圣伊莱尔的邮政编码为55160，INSEE市镇编码为55457。

## 政治
瓦夫尔地区圣伊莱尔所属的省级选区为埃坦县。

## 人口

1962-2008年间瓦夫尔地区圣伊莱尔人口变化图示

瓦夫尔地区圣伊莱尔于2022年1月1日时的人口数量为181人。